# Ėduard Nikandrovič Bočarov
Ėduard Nikandrovič Bočarov (Mosca, 22 giugno 1931 – Mosca, 7 ottobre 1989) è stato un regista sovietico.

## Filmografia parziale

### Regista
- Bol'šoj Fitil' (1963)
- Kakoe ono, more? (1964)
- Serebrjanye truby (1970)
- Sed'moe nebo (1971)
- Nedopёsok Napoleon III (1978)